# قفص مونودي
قفص مونودي (الاسم العلمي: Acridocarpus monodii)، نوع نبات من فصيلة الملبيغية. إنه مستوطن في وسط مالي، حيث يقتصر على منطقة صخور باندياغارا، وفي المنطقة االبيئية لسافانا غرب السودان وساحل السنط سافاني.
تم جمع النباتات في قرى دوينتزا وكيكارا ودجيمي شمال جرف الحجر الرملي، جنوبًا إلى قرية يابطلو حيث يجود. يرتبط بمصادر المياه الجوفية، خاصًة عند قاعدة المنحدرات ،يزهر ويثمر طوال فصل الشتاء الجاف.